# Monts Logan
Pour les articles homonymes, voir Logan.
Ne pas confondre avec le mont Logan situé au Canada dans la chaîne Saint-Élie.
Les monts Logan (anglais : Logan Mountains) sont un massif montagneux situé au Canada, dans les monts Mackenzie, à la frontière des Territoires du Nord-Ouest et du Yukon,.

## Géographie
Situées au nord du 60e parallèle, les monts Logan ont un climat très humide influencé par la relative proximité de l'océan Pacifique.

## Faune
La faune sauvage y est abondante avec notamment des ours, des pumas, des Chèvres des montagnes Rocheuses, des orignals, des coyotes et des lynx.

## Alpinisme
Au nord-est des monts Logans, dans les Territoires du Nord-Ouest, se trouvent des parois granitiques éloignées de la civilisation mais réputées dans le monde de l'alpinisme : le cirque des Parois impossibles (anglais : Cirque of the Unclimbables), avec notamment le mont Proboscis (2 610 mètres) et la tour de la Fleur de Lotus (anglais : Lotus Flower Tower), obélisque de 700 mètres culminant à 2 570 mètres,.